# Коммон, Эндрю Энсли
Эндрю Энсли Коммон (англ. Andrew Ainslie Common, 1841—1903) — английский астроном-любитель, известный новаторскими работами в астрофотографии.

## Биография
Эндрю Энсли Коммон родился в 1841 году в семье хирурга Томаса Коммона, известного специалиста по лечению катаракты. Отец умер, когда Эндрю был ребёнком, после чего последний вынужден был зарабатывать на пропитание. C 1860-х годов и до 1890 года Эндрю работал в Лондоне в сантехнической компании своего дяди — Matthew Hall and Company. Женился в 1867 году. Умер от сердечной недостаточности 2 июня 1903 года.

## Работа в астрономии
Хотя свою профессиональную деятельность Эндрю Коммон вёл в области сантехники, он гораздо более известен своими достижениями в области астрономии, интерес к которой проявлял с детства. Когда Эндрю было 10 лет, его мать одолжила у местного врача, доктора Бейтса, телескоп, который мальчик использовал с большим интересом. Вновь к занятиям астрономией Коммон вернулся уже в 30-летнем возрасте, когда он начал использовать 5,5-дюймовый рефрактор для получения фотографий Луны и планет.

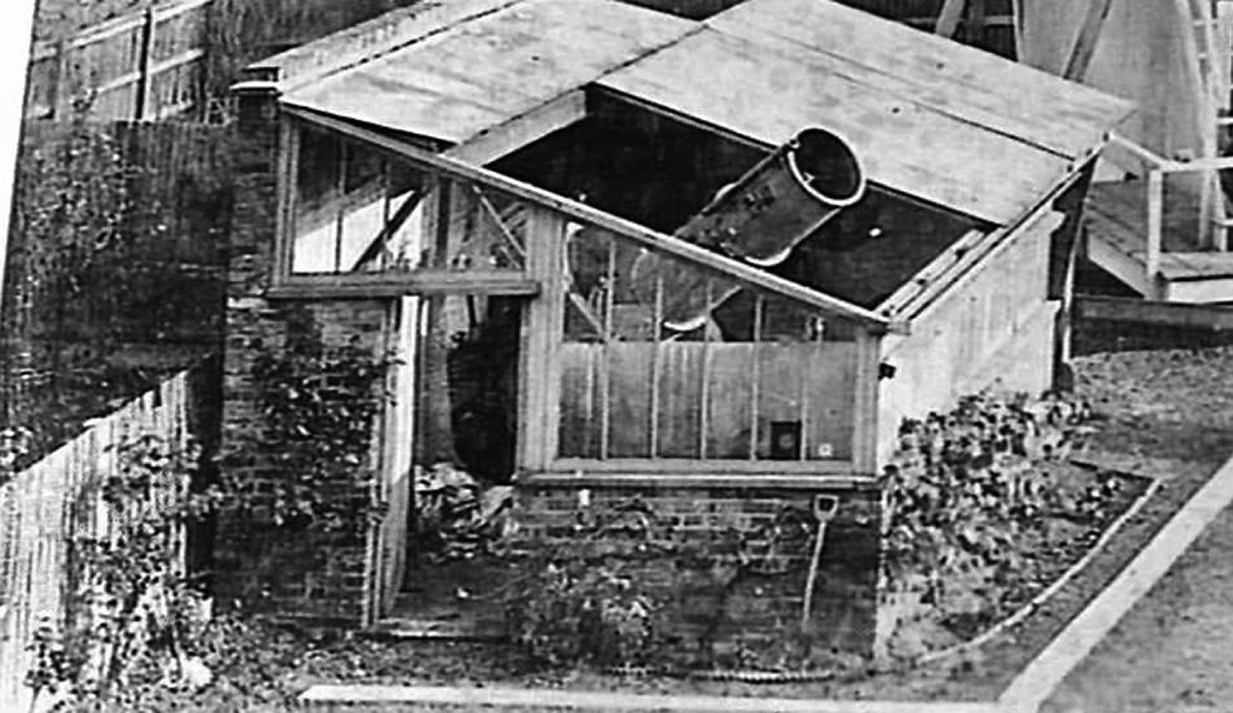
18-дюймовый рефлектор Коммона во дворе его дома в Илинге

В 1876 году Коммон стал членом Королевского астрономического общества. Примерно в это же время он также переехал в район Илинг, в то время располагавшийся за пределами городской черты Лондона, где прожил до конца жизни, устроив астрономическую обсерваторию в саду своего дома. Для получения фотографий звёзд Коммон начал строить серию больших телескопов-рефлекторов конструкции Ньютона, используя новую технологию стеклянных зеркал с серебряным покрытием. Для изготовления первого телескопа собственного дизайна в 1876 году Коммон пытался сначала отполировать 17-дюймовое зеркало, но затем отказался от этой идеи и заказал 18-дюймовое (46 см) зеркало в оптической фирме Джорджа Калвера из Челмсфорда. В 1877 и 1878 годах опубликовал несколько статей о своих наблюдениях за спутниками Марса и Сатурна.

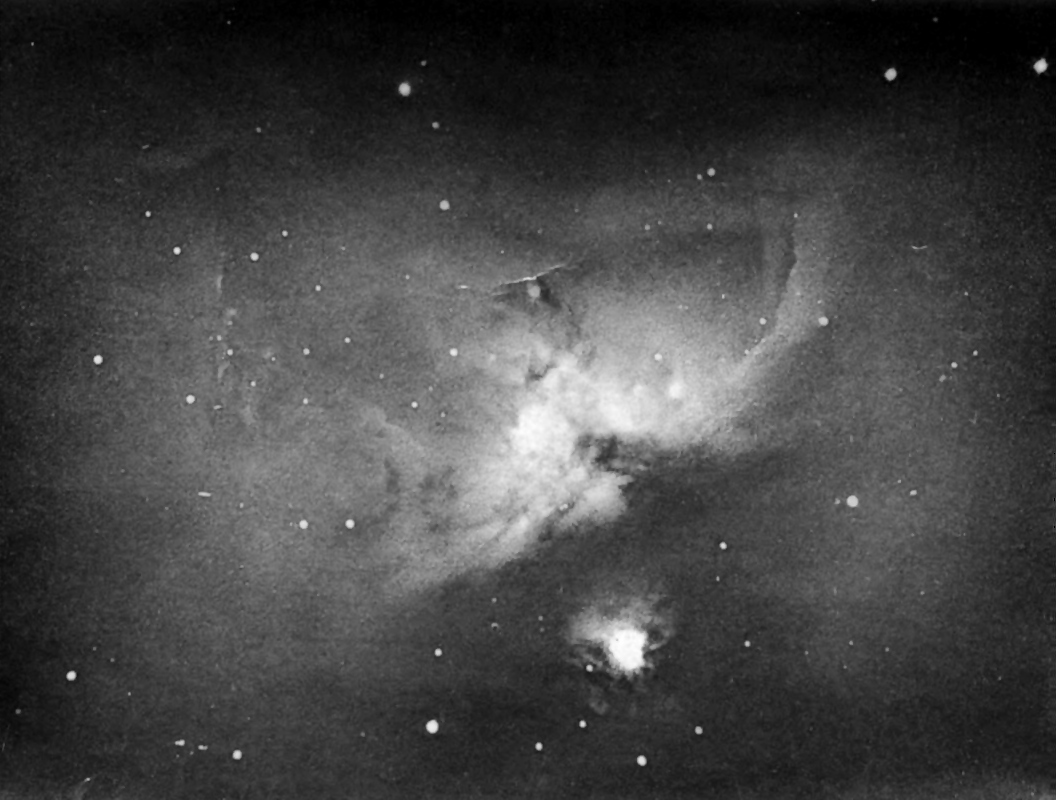
Фотография туманности Ориона, за которую Коммон был удостоен Золотой медали Королевского астрономического общества

### 36-дюймовый рефлектор
В 1879 году Коммон приобрёл новое зеркало диаметром 36 дюймов (910 мм) для установки в своём новом телескопе. Этот телескоп Коммон использовал для дальнейших наблюдений за спутниками Марса и Сатурна и, в частности, показал, что эфемериды орбиты Мимаса были неточными. С помощью 36-дюймового телескопа Коммон также получил фотографию большой кометы 1881 года, C/1881 K1. Самые известные работы Коммона с этим телескопом — получение фотографий туманности Ориона в период 1880—1884 годов. Его фотография туманности 1883 году впервые показала способность фотографической пластинки фиксировать изображения звёзды и других объектов, недоступных для невооружённого глаза. Коммон отметил по поводу собственные фотографий: «хотя некоторые детали теряются в увеличении, остаётся достаточно, чтобы утверждать, что мы приближаемся к тому времени, когда фотография даст нам средства записи неповторимого вида туманности и её частей различной яркости — лучше, чем самый тщательный ручной рисунок».
Фотографии туманности Ориона были удостоены Золотой медали Королевского астрономического общества в 1884 году. Впоследствии Коммон продал 36-дюймовый рефлектор астроному и политику Эдварду Кроссли, который, в свою очередь, передал инструмент в 1895 году Ликской обсерватории в США, где инструмент был назван в честь политика.

### 60-дюймовый рефлектор
В 1885 году Коммон приступил к созданию 60-дюймового (152 см) рефлектора. Он решил купить необработанную стеклянную заготовку и самостоятельно сделать шлифовку и полировку. Первое зеркало, изготовленное им, было низкого качества, и в 1890 году Коммон принялся за изготовление второго зеркала. В ходе работ Коммон решил сменить конструкцию телескопа на схему Кассегрена для более безопасного использования. Чтобы не допустить отверстия в 60-дюймовом главном зеркале, Коммон установил перед ним диагональное плоское зеркало, которое выводило изображение в фокус на нижней стороне телескопа. Коммон не был удовлетворен работой телескопа такой конфигурации. После смерти Коммона телескоп с двумя 60-дюймовыми зеркалами и другой вторичной оптикой был приобретён обсерваторией Гарвардского колледжа и установлен в ней. В 1933 году главное зеркало этого телескопа было реконструировано и закреплено на новой основе, после чего передано в обсерваторию Бойдена в ЮАР — дочернюю обсерваторию Гарвардской, где в настоящее время находится в составе 1,5-метрового рефлектора Boyden-UFS (также называемого «60-дюймовым Рокфеллером»).

## Другие работы
Коммон ушёл в отставку из сантехнической компании Matthew Hall and Company в 1890 году, после чего полностью посвятил себя оптическому дизайну, проявив себя пионером в производстве больших оптических зеркал. Большую часть времени он посвящал проектированию телескопических и оптических прицелов для Королевского флота и артиллерии. Капитан (позднее адмирал) Перси Скотт, один из ведущих артиллерийских офицеров Королевского флота, заявил в 1902 году, что Коммон «… изготовил [то есть „спроектировал“] прицел телескопа, который при правильном использовании, в четыре раза повышает эффективность стрельбы боевых кораблей».
В 1895—1897 годах Эндрю Коммон был президентом Королевского астрономического общества.
В ходе второй англо-бурской войны Коммон разработал экспериментальный телескопический прицел для винтовки Ли-Энфилда на съёмном офсетном креплении, который предвосхитил конструкцию многих последующих оружейных прицелов.